# Abby Martin
Abigail Suzanne Martin (Oakland, 6 de setembro de 1984) é uma jornalista, apresentadora de televisão e ativista norte-americana.

## Vida pregressa
Martin cresceu em Pleasanton, Califórnia, onde frequentou o Amador Valley High School, formando-se em 2002. Ela se interessou pelo jornalismo quando seu antigo namorado do ensino médio se alistou no exército após os ataques de 11 de setembro de 2001."Eu não queria que ele fosse para a guerra, muito menos lutasse em uma", recorda ela. "Comecei a questionar criticamente 'O que realmente está acontecendo?'" Quando estava no segundo ano da Universidade Estadual de San Diego, começou a questionar o que chamava de "venda" da Guerra do Iraque pela mídia.

## Carreira
Em 2008, Martin esteve ativamente envolvida no movimento pela verdade sobre o 11 de setembro, que contesta o consenso sobre os ataques de 11 de setembro de 2001. Fundou seu próprio grupo de ativismo em San Diego, Califórnia. Na época, ela afirmou que os ataques de 11 de setembro eram "um trabalho interno" e que o governo dos Estados Unidos estava envolvido no que aconteceu. No entanto, em março de 2014, declarou à Associated Press que "não mais defende" teorias da conspiração sobre os ataques.
Em 2009, Martin estabeleceu a organização Media Roots, uma plataforma de jornalismo cidadão dedicada a relatar notícias. Como jornalista independente da referida plataforma, cobriu as atividades do Occupy Oakland durante o movimento Occupy Wall Street em 2011. Suas filmagens documentais dos protestos do evento foram utilizadas pela família de Scott Olsen, um ex-fuzileiro naval de 24 anos e veterano da Guerra do Iraque, em um processo contra o Departamento de Polícia de Oakland. As filmagens de Martin foram apresentadas para argumentar que os protestos estavam ocorrendo de forma não-violenta no momento em que Olsen foi supostamente atingido na cabeça por um projétil da polícia. A RT, uma rede de televisão russa, reconheceu o trabalho de Martin e começou a usá-la como correspondente. No outono de 2010, mudou-se para Washington, D.C..
De 2012 a 2015, Martin apresentou seu próprio programa, Breaking the Set, na RT América. O programa se descrevia como um que "rompe com o falso paradigma esquerda/direita estabelecido pela estrutura tradicional e reporta os fatos concretos". Os créditos de abertura originais mostravam Martin aplicando um martelo de demolição a uma televisão sintonizada na CNN. Pouco depois de começar seu programa na RT, afirmou em uma entrevista com Mark Crispin Miller que "a mídia descarta coisas que são muito controversas como teoria da conspiração". Em 2014, ganhou atenção por sua crítica à cobertura da RT sobre a anexação da Crimeia pela Rússia. Ela deixou a RT em fevereiro de 2015.
Em setembro de 2015, Martin estreou The Empire Files, uma série composta por entrevistas e documentários, contando com a participação de figuras proeminentes como Chris Hedges, Noam Chomsky, Richard D. Wolff, Ralph Nader e Jill Stein. Inicialmente veiculado pela Telesur, um meio de comunicação majoritariamente financiado pelo governo venezuelano, o programa enfrentou um revés em 2018. A Telesur cessou seu apoio ao The Empire Files devido ao aumento das sanções impostas pelos Estados Unidos à Venezuela. O programa passou a adotar um modelo de financiamento baseado em doações para continuar sua produção.

## Repercussão
A revista Millennial descreveu Martin como uma representante midiática "sem filtro" para a geração Y, relatando "histórias que merecem reconhecimento público". No entanto, o jornalista Michael C. Moynihan expressou críticas, afirmando que as políticas dela são odiosas e frequentemente incoerentes. Moynihan lamentou sua ênfase na "perda da liberdade americana", enquanto ignora as múltiplas brutalidades do governo russo antes da anexação da Crimeia, além de sua defesa de Hugo Chávez contra acusações de tirania.
James Kirchick, em um artigo de 2015 para The Daily Beast, comentou que Martin teve a oportunidade de usar as ondas da emissora e o canal do YouTube da rede para transmitir diatribes paranóicas, graças aos seus patrocinadores no Kremlin. Em relação ao seu trabalho na Venezuela, o jornalista libertário e autor John Stossel afirmou que ela "faz propaganda financiada pelo governo para a Telesur".
Martin também enfrentou críticas por seu apoio passado ao movimento da verdade sobre o 11 de setembro. O colunista do New York Times, Robert Mackey, contrastou seus comentários críticos sobre a anexação russa da Crimeia com sua crença de que os ataques de 11 de setembro de 2001 foram parte de uma conspiração do governo. O autor e consultor de mídia Chez Pazienza também criticou ela por sua defesa da verdade sobre o 11 de setembro.
Por outro lado, David Cromwell, ativista britânico da mídia e co-editor da Media Lens, elogiou Martin como uma "superb jornalista independente" que arriscou sua vida para relatar o que a mídia corporativa não está divulgando sobre a Venezuela.

## Vida pessoal
Além de sua carreira jornalística, Martin é uma artista multifacetada, dedicada à pintura, fotografia e criação de colagens. Seus temas abrangem desde questões políticas até elementos da natureza e psicodélicos. Suas obras foram exibidas em várias ocasiões na Califórnia, sendo para ela uma poderosa forma de expressão, confrontando as realidades difíceis do mundo e vislumbrando um futuro melhor. É casada com Mike Prysner, seu colega de trabalho no Empire Files, e veterano da Guerra do Iraque. O casal teve seu primeiro filho em 31 de maio de 2020, seguido pelo nascimento de seu segundo filho em 29 de janeiro de 2023.